# Ping An (schip, 1946)
De Ping An was een vrachtschip dat in 1965 in een vliegende storm van zijn ankers werd geslagen en aan de grond liep bij Ter Heijde.
Het schip werd gebouwd door Lithgows Ltd. in Glasgow en werd in 1945 te water gelaten. Na de bouw ging het varen voor de Canadian Pacific Railway Company in Londen en kreeg het de naam Beaverglen onder Britse vlag.
Het werd op 29 september 1963 verkocht aan Hibiscus Ltd. London en kreeg nu de naam Bermuda Hibiscus onder de vlag van Bermuda.
In april 1965 werd het verkocht naar Liberia en het management werd uitbesteed aan Teh Hu S.S. Co. Ltd. te Hongkong. Dat verklaart waarom in publicaties als thuishaven Hongkong is opgegeven. Op het schip zelf werd als thuishaven Monrovia genoemd.
Het schip ging op 23 november 1965 met machineproblemen voor anker liggen voor de monding van de Nieuwe Waterweg in afwachting van instructies uit Hongkong. Die nacht stak een zware storm op. De ankerkettingen braken en het schip raakte op drift. Het strandde in de ochtend van 24 november 1965 op het strand van Ter Heijde. De reddingboten Koningin Juliana uit Hoek van Holland en Prinses Margriet uit Ter Heijde, beide van de KZHMRS, wisten in de branding 48 opvarenden van boord te halen. De redding verliep moeizaam, omdat de Chinese zeelieden geen Engels verstonden.
Het vlot trekken van het schip mislukte. Daarvoor was het schip te ver het strand op gestuwd. Het schip bleef nog enkele maanden op het strand liggen, waar het duizenden kijkers trok. In maart 1966 begon het scheepssloopbedrijf H.P. Heuvelman op het strand aan de sloop van het schip. Eind augustus van dat jaar was de sloop zo ver gevorderd dat het restant kon worden afgevoerd naar 's-Gravendeel, waar het karwei werd afgemaakt.

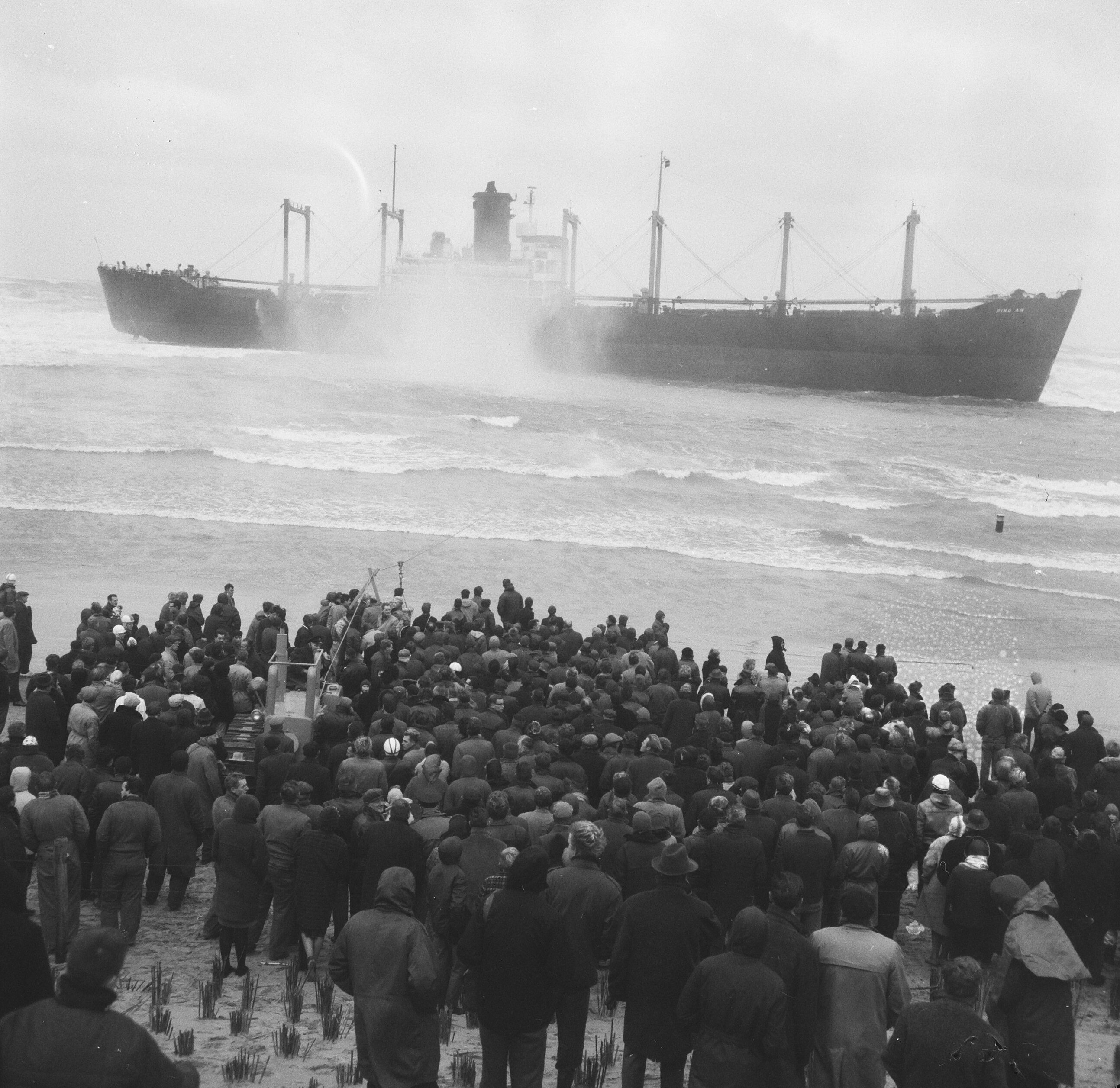
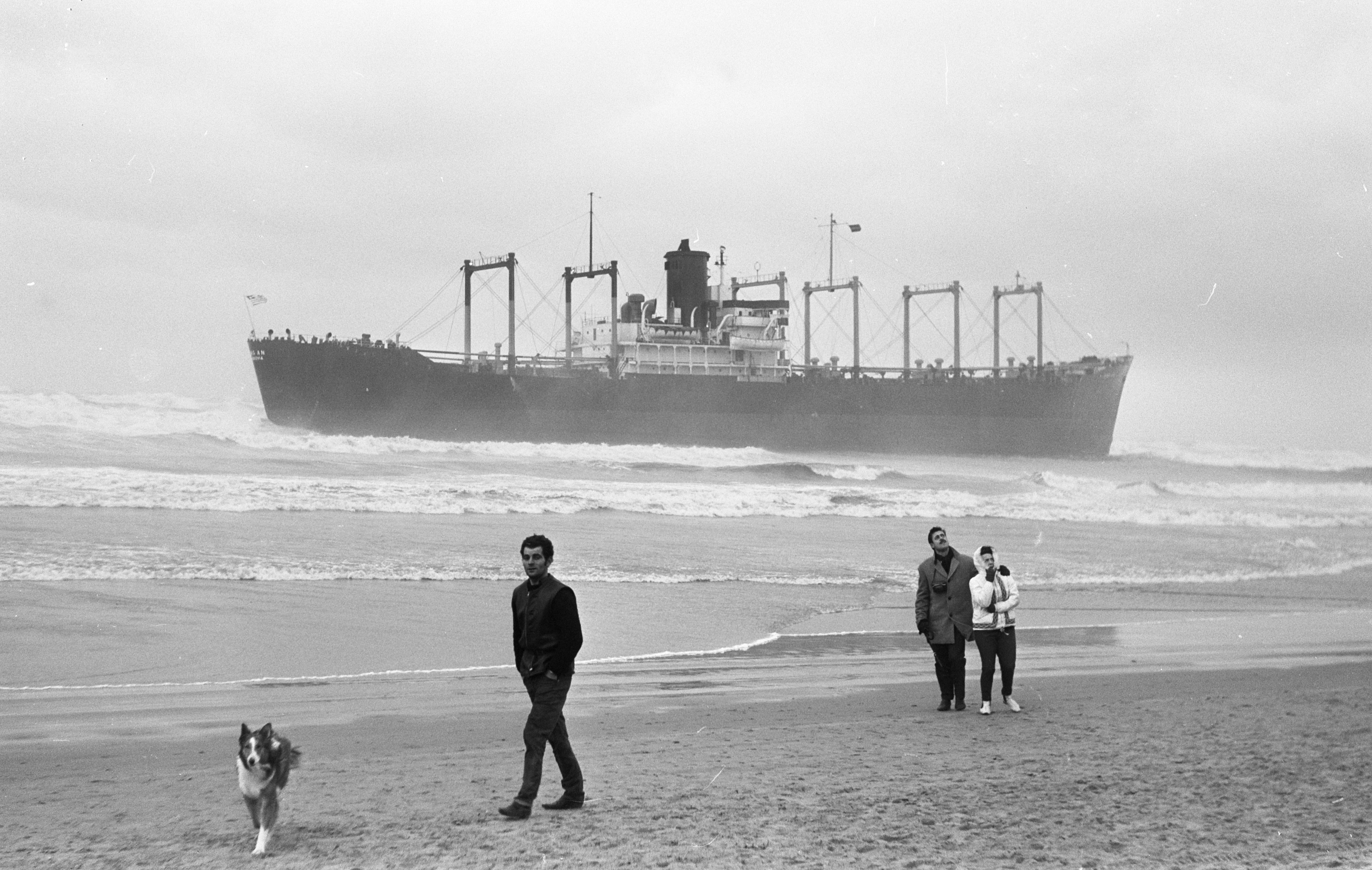
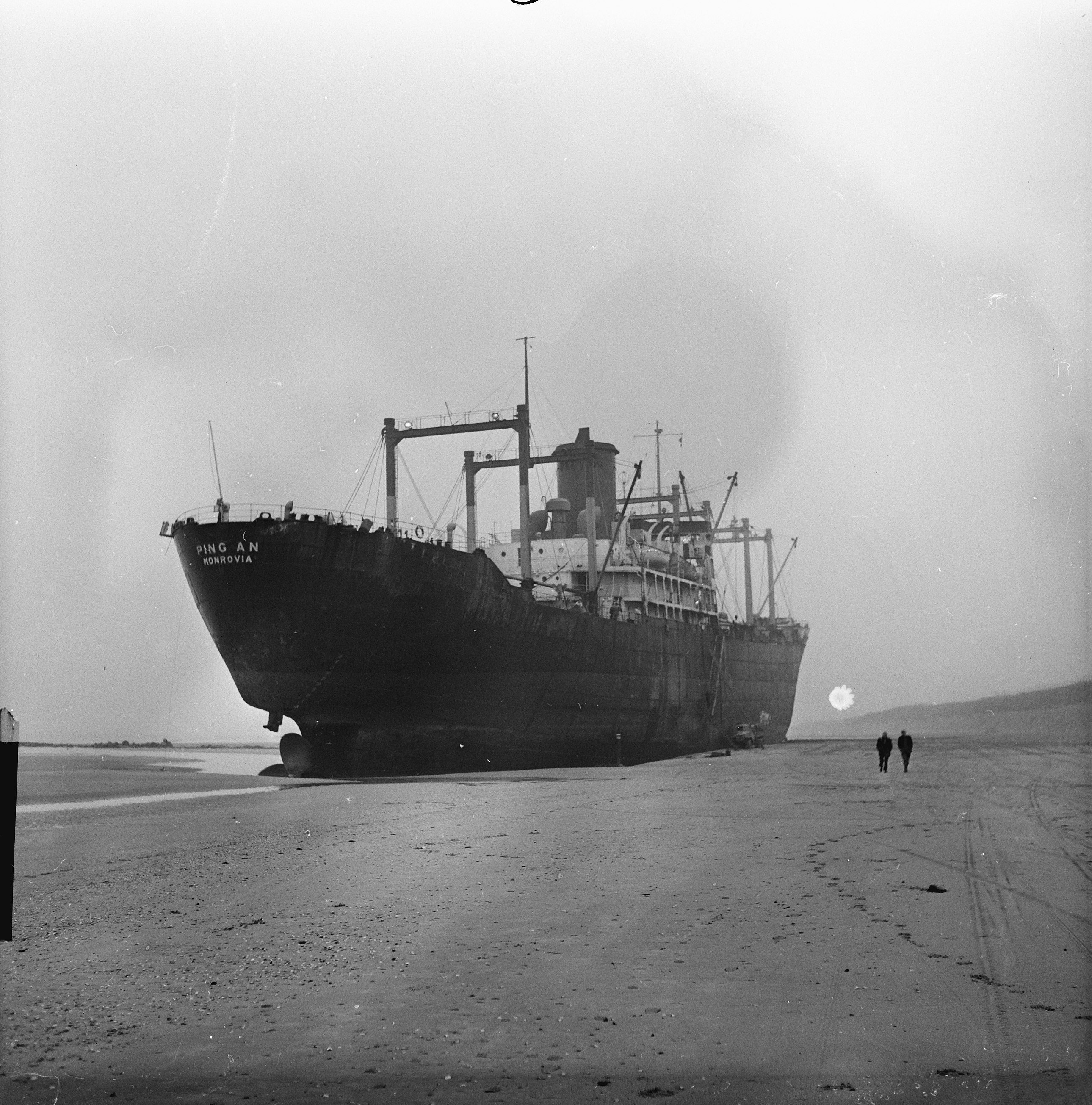
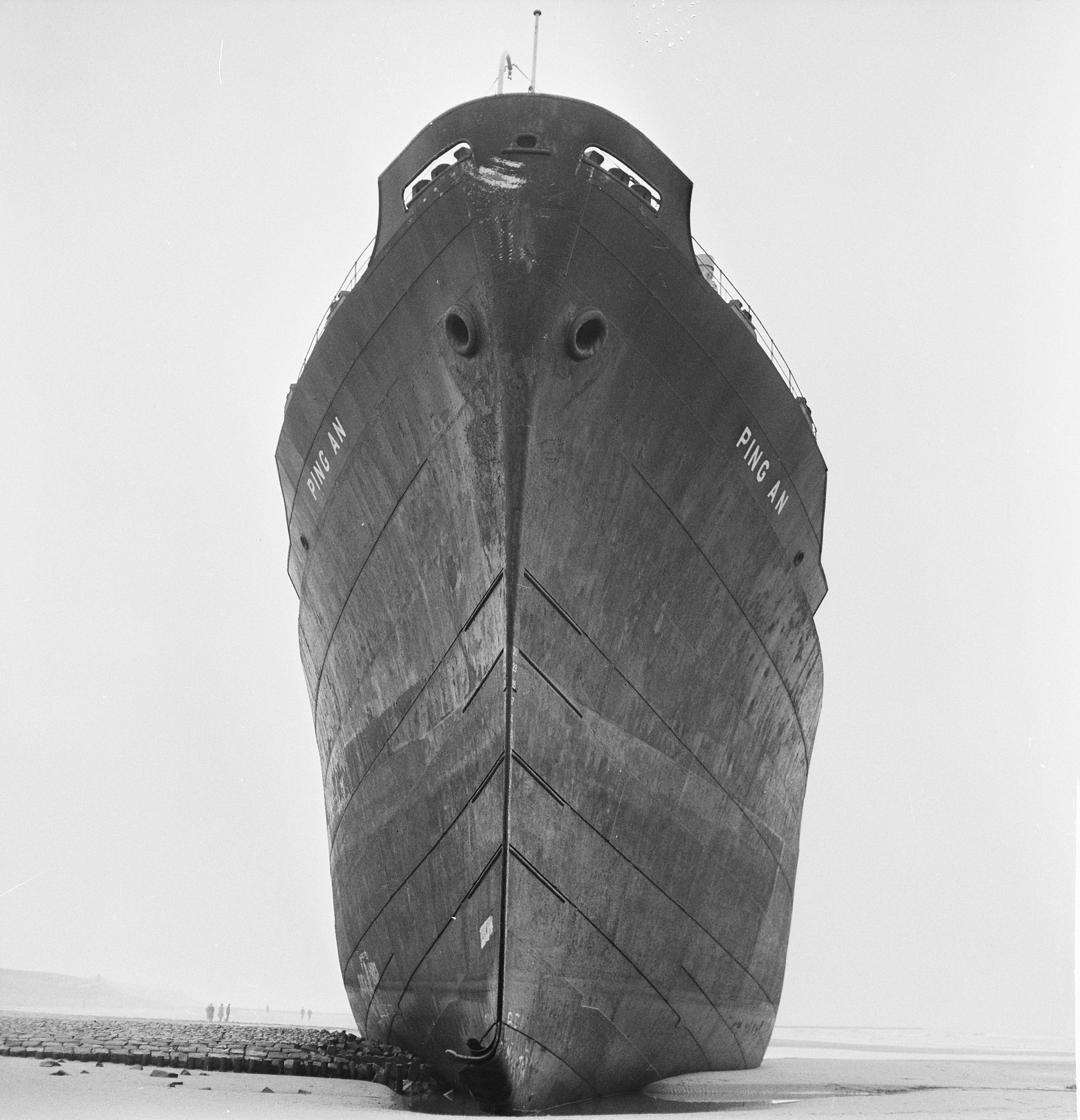
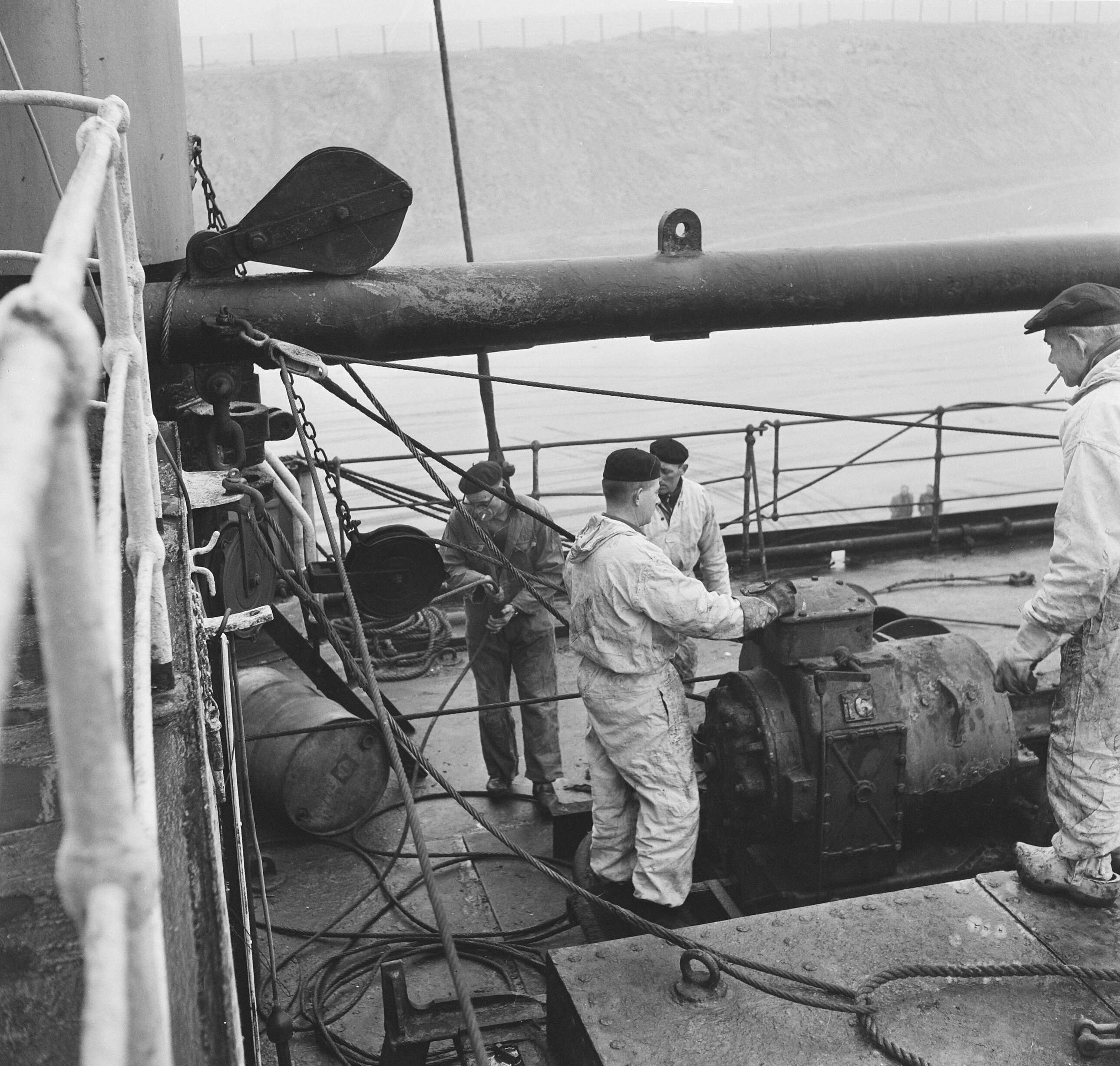